# Dolní Poustevna (tvrz)
Tvrz Dolní Poustevna stávala mezi obcemi Dolní Poustevna a Horní Poustevna, pravděpodobně na katastrálním území Horní Poustevna. Byla postavena mezi lety 1566 a 1619 a zanikla patrně během třicetileté války před rokem 1634.

## Historie
Místo, kde později vznikly vsi Dolní a Horní Poustevna, zmiňuje prvně v roce 1241 hraniční listina. Ta vytyčuje hranici od Sebnitz až k místu, kde sídlil poustevník. V této době patřilo území k hohnsteinskému panství rodu Berků z Dubé, po prodeji Hohnsteinu roku 1443 patřilo k panství Tolštejn. Při vyčlenění samostatného panství Lipová v roce 1566, které drželi do roku 1602 Schleinitzové, tvrz ještě nestála. Okolnosti jejího vzniku ani doba nejsou známé. Když v roce 1619 přebíral Vilém Kinský (1574–1634) dědictví po svém strýci Radslavu Kinském starším (1550–1619), byla zmíněna ves, tvrz a poplužní dvůr Dolní Poustevna. Po zavraždění Viléma Kinského a konfiskaci jeho majetku v roce 1634 se uvádí už jen ves a poplužní dvůr. Tvrz tak patrně zanikla během třicetileté války, která těžce postihla celé panství. Podle Augusta Sedláčka však tvrz zmiňuje ještě Bohuslav Balbín (1621–1688) ve třetím díle svých Rozmanitostí z historie Království českého z roku 1681.

## Lokace
Tvrz pravděpodobně stávala na návrší mezi Dolní a Horní Poustevnou, ale dosud se její přesné místo nepodařilo najít. S největší pravděpodobností stávala v místech bývalé rychty, případně na návrší s loukou jihovýchodně od něj. Podle nákresu z roku 1736 měl poplužní dvůr čtvercový půdorys a tvořilo jej několik hospodářských budov.